# 映画演劇労働組合連合会
映画演劇労働組合連合会（えいがえんげきろうどうくみあいれんごうかい、英語：Federation of Cinema and Theatrical Workers Union of Japan）は、映画・映像・演劇産業関係者の産業別労働組合である。略称は映演労連（えいえんろうれん）、日本マスコミ文化情報労組会議（MIC）に加盟しており、ナショナルセンターは全国労働組合総連合（全労連）に加盟している。旧名称は映画演劇労働組合総連合（えいがえんげきろうそうくみあいそうれんごう）、旧略称は映演総連（えいえんそうれん）である。

## 略歴・概要
1952年（昭和27年）3月25日、松竹、大映（現在の角川映画）、東映、新東宝（現在の国際放映）等の企業別労働組合が集結し、映画演劇労働組合総連合（映演総連）として結成された。
1946年（昭和21年）4月に日本共産党の指導で結成された日本映画演劇労働組合（日映演）の流れを汲んでいる。背景には、東宝は戦前から人材不足で仕事にあぶれていた学生運動家・労働運動家・社会主義者らを沢山雇入れており、これが戦後の日本共産党解禁で吹き上がった。1946年3月の賃上げ争議では、東宝従業員組合は日本共産党の指導で勝利していた。彼らも共産党の指導の下で同年4月結成された日本映画演劇労働組合に加盟している。
1962年（昭和37年）に、全国映画演劇労働組合（全映演）、日活労働組合とともに映画演劇共闘会議（映演共闘）を結成した。同年10月、映演共闘の闘いを舞台にして、「映演労連」結成を図るが、日活労組が参加せず、実現できなかった。
2000年（平成12年）に日活労組が正式加盟し、「邦画五社」のうち、全映演を構成する東宝以外の4社の労働組合が加盟するほか、国際放映、歌舞伎座の歌舞伎座事業・歌舞伎座舞台、松竹衣裳の労組、日本舞台芸術家組合（舞芸）、亜細亜堂、個人加盟の映演労連フリーユニオンなどが加盟している。フリーユニオンにはマッスルミュージカル支部、ラピュタ支部（ラピュタ阿佐ヶ谷）の支部がある。
2004年（平成16年）10月18日、現在の名称に変更した。
現在の雇用状況を反映して、東映退職金カット裁判闘争（2006年-2007年）のほか、マッスル労災闘争（2007年-2009年）、ラピュタ闘争（2008年-）等、組合員数に対して、映演労連フリーユニオンの争議が多い。

## 活動・批判
日本共産党の大会に メッセージ・祝電をよせた団体の一つである。
大原康男や井沢元彦などは、『プライド・運命の瞬間』や『ムルデカ17805』については上映反対をしつつ、『靖国 YASUKUNI』については表現の自由を守って上映するように主張していることを、イデオロギーから来る二重基準であると批判している。
2018年10月18日には、映演労連は第67回定期大会を開催した。来賓は日本共産党・吉良よし子参議院議員とMIC(日本マスコミ文化情報労組会議)・岩崎貞明事務局長であり、二人は映演労連との連帯挨拶の後、「STOP安倍改憲！平和と民主主義を取り戻し、言論表現の自由を守ろう！」などのスローガン掲げた。午後の部では全労連野村幸裕事務局長が挨拶で映演労連との連帯を表明し、「安倍9条改憲阻止」・組織強化と拡大の取り組みなどについて語った。。

## 加盟組合
- 松竹労働組合
- 全東映労連
- 角川映画労働組合
- 日活労働組合
- 日本舞台芸術家組合（舞芸）- 藤浪小道具労働組合、金井大道具労働組合、舞芸前進座支部、舞芸風の子支部、舞芸荒馬座支部、舞芸希望舞台支部、舞芸ふるさときゃらばん支部、舞芸演出支部
- 国際放映労働組合
- 歌舞伎座労働組合
- 歌舞伎座事業労働組合
- 歌舞伎座舞台労働組合
- イマジカ労働組合
- 松竹衣裳労働組合
- 映演労連フリーユニオン - マッスルミュージカル支部、ラピュタ支部